# Karl Vilhelm Zetterstéen
Karl Vilhelm Zetterstéen, född 18 augusti 1866 i Orsa, död 1 juni 1953, var en svensk orientalist och universitetslärare. Zetterstéen är idag mest känd för sin svenska översättning av Koranen, som publicerades 1917 och kommit ut i flera upplagor.

## Utbildning och karriär
Zetterstéen blev student vid Uppsala universitet 1884, promoverades till filosofie doktor 1895, blev samma år docent i semitiska språk vid Uppsala universitet, uppehöll 1895–1904 på förordnande professuren i österländska språk i Lund och kallades sistnämnda år till innehavare av professuren i semitiska språk i Uppsala; han blev emeritus 1931.
Zetterstéen var inte bara en grundlig kännare av semitiska språk, särskilt arabiska, utan genomförde även djupgående studier inom andra språkområden, såsom persiska, turkiska och nubiska. Han bedrev bland annat studier hos Eduard Sachau i Berlin och för infödda lärare där studerat arabiska, persiska och turkiska. År 1906 företog han en resa till Egypten för studier i nubiska och modern arabiska.

## Forskargärning
Bland hans skrifter märks "Ur Jaḥjâ bin cAbd-el-Mucṭî ez-Zawâwî’s dikt ed-Durra el-alfîje fî cilm el-carabîje" (text, översättning och kommentar, gradualavhandling, Leipzig, 1895), "Die Alfîje des Ibn Mucṭî"
(ibid., 1900), "Beiträge zur Kenntnis der religiösen Dichtung Balai’s" (syrisk text med tysk översättning,ibid., 1902); "Ibn Saad, Biographien" (bd V-VI, Leiden, 1905-09), Den nubiska språkforskningens historia (Uppsala, 1907), Herrn D. W. Myhrmans Ausgabe des Kitāb mucd an-nicam wa-mubīd an-niqam kritisch beleuchtet (Uppsala, 1913), De semitiska språken (Uppsala, 1914); Koranen öfversatt från arabiskan (Stockholm, 1917; belönad med Letterstedtska priset 1918), "Beiträge zur Geschichte der Mamlūkensultane in den Jahren 690–741 der Higra" (arabisk text med kommentar, Leiden, 1919), "Baltadjy Mehemed pascha och Peter den store" (översättning från turkiskan av ett arbete av Ahmed Refīk, 1920, i Karolinska förbundets årsbok 1919), varjämte han utgav Herman Almkvists Nubische Studien im Sudan 1877–78" (i"Arbeten utgivna med understöd av V. Ekmans universitetsfond", 1911).
I Främmande religionsurkunder ombesörjde Zetterstéen del II, omfattande Islam (översättning av valda delar av Koranen samt av arabisk teologi och persiska skalder, Stockholm, 1908); från 1906 var han en av redaktörerna för tidskriften Le monde oriental. Dessutom skrev han ett stort antal uppsatser och recensioner i in- och utländska tidskrifter och festpublikationer, polemiska skrifter, artiklar i Nordisk familjebok, inlägg i dagspressen med mera.
Zetterstéen blev medlem av Humanistiska vetenskapssamfundet i Uppsala 1905, av Vetenskapssocieteten i Uppsala 1930 och av Vitterhetsakademien 1933. Han var också medlem i ett stort antal tyska, engelska och arabiska lärda sällskap. Han är en av initiativtagarna till det 1921 stiftade "Svenska orientsällskapet".

## Översättningar
- Yaḥyʹa ibn ʻAbd al-Muʻṭī Zawāwī: Ur Jaḥjâ bin Abd-el-Muṭî ez-Zawâwî's dikt ed-Durra el-alfîye fî ilm el-arabîje (text, öfversättning och kommentar af K.V. Zetterstéen) (Leipzig, 1895) [Avhandling] Länk till fulltext
- Koranen (Stockholm, 1917)
- Ahmet Refik: Baltadjy Mehemed pascha och Peter den store 1711–1911 (översättning från turkiska). I Karolinska förbundets årsbok 1919 (1920)
- Ahmet Refik: Karl Järnhuvud i Turkiet. I Le monde oriental, XVI (1922)
- Taha Husein: Dagarna (i översättning till svenska av Karl Vilhelm Zetterstéen, under utgivning av Göran Larsson och Tetz Rooke, Litteratur, idéhistoria och religion, Göteborgs universitet (LIR), 2012) Länk till fulltext

## Priser och utmärkelser
- 1918 – Letterstedtska priset för översättningen av Koranen
- 1933 – Ledamot av Vitterhetsakademien